# Aldo Pini
Aldo Pini (Roma, 18 marzo 1904 – Fiume Sagan, 5 giugno 1937) è stato un militare italiano, insignito della medaglia d'oro al valor militare alla memoria nel corso delle grandi operazioni di polizia coloniale in Africa Orientale Italiana.

## Biografia
Nacque a Roma il 18 marzo 1904, figlio di Gino e Olimpia Zulloli. All'età di diciotto anni si arruolò volontario nel Regio Esercito assegnato al Regio corpo truppe coloniali della Tripolitania, giungendo a Tripoli il 30 novembre 1922. In Tripolitania fu assegnato al Battaglione volontari italiani per passare, nel 1923, nel 3º Gruppo squadroni sahariani. Nel 1925, frequentato il corso allievi sottufficiali presso il Reparto Deposito coloniale, fu trasferito al Gruppo sahariano occidentale dove fu promosso a caporale maggiore nell'ottobre dello stesso anno, sergente nel dicembre 1926 e sergente maggiore nel 1927, distinguendosi in numerose azioni e meritandosi anche un encomio solenne e due croci di guerra al valor militare. Ritornato in Patria nel 1931 fu trasferito in servizio al 26º Reggimento fanteria dove prestò servizio fino all'aprile 1935, quando, destinato a domanda nel Regio corpo truppe coloniali della Somalia italiana, fu assegnato al I Gruppo bande armate di confine. Partecipò alle operazioni belliche nel corso della guerra d'Etiopia, e fu decorato con ulteriori due croci di guerra al valor militare. Rimasto gravemente ferito in azione sul fiume Sagan, decedette il 5 giugno 1937 presso l'ospedale da campo n. 545 in seguito alle ferite riportate in combattimento. Fu insignito con la medaglia d'oro al valor militare alla memoria.

### Fonti
1. 1 2 3 4 5 6 7  Combattenti Liberazione.
2. 1 2 3  Gruppo Medaglie d'Oro al Valor Militare 1965, p. 233.
3. ↑   Pini, Aldo Medaglia d'oro al valor militare, su quirinale.it, Quirinale. URL consultato l'11 luglio 2021.